# Посёлок детского дома «Молодая гвардия»
Детского дома «Молодая гвардия» — посёлок в Новомосковском административном округе Москвы (до 1 июля 2012 года был в составе Ленинского района Московской области). Входит в состав поселения Внуковское.

## История
В 1921 году в бывшем имении Абрикосова разместилась детская колония. Вскоре детский дом получил название «Молодая гвардия» по одноимённому стихотворению Александра Безыменского. При детском доме образовался посёлок.

## Население
| 2002 | 2006 | 2010 |
| ---- | ---- | ---- |
| 122  | ↘75  | ↗104 |

Согласно Всероссийской переписи, в 2002 году в посёлке проживало 122 человека (59 мужчин и 63 женщины).

## География
Посёлок детского дома «Молодая гвардия» расположен примерно в 7 км к северо-западу от центра города Московский. Ближайшие населённые пункты — деревня Изварино и посёлок Минвнешторга. Рядом протекает река Ликова.